# 뒤들랑주

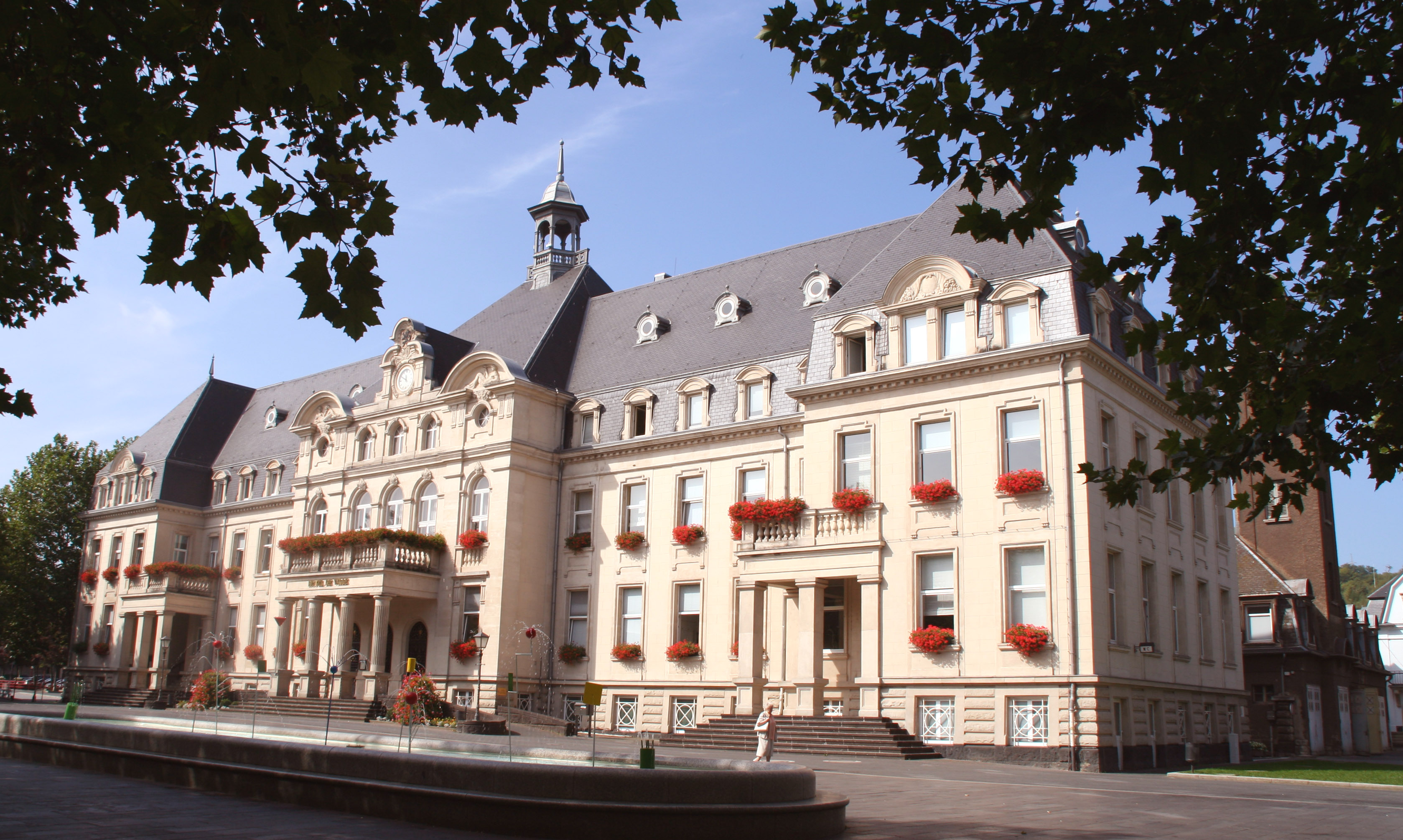
뒤들랑주 시청

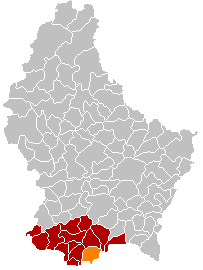
뒤들랑주의 위치

뒤들랑주(프랑스어: Dudelange, 독일어: Düdelingen 뒤델링겐[*], 룩셈부르크어: Diddeleng)는 룩셈부르크 남부에 위치한 도시로 면적은 21.38km2, 높이는 256~435m, 인구는 19,421명(2014년 기준), 인구 밀도는 910명/km2이다. 행정 구역상으로는 룩셈부르크 구 에슈쉬르알제트 주에 속한다. 프랑스 국경과 가까운 편이다.

시 문장